# Golug (köpinghuvudort i Kina, Tibet Autonomous Region, lat 30,83, long 91,62)
Golug (kinesiska: Gulu, 古露, Tangwulongba, 唐屋隆巴, 古露镇) är en köpinghuvudort i Kina. Den ligger i den autonoma regionen Tibet, i den sydvästra delen av landet, omkring 140 kilometer norr om regionhuvudstaden Lhasa. Antalet invånare är 3 695. Befolkningen består av 1 838 kvinnor och 1 857 män. Barn under 15 år utgör 31 %, vuxna 15-64 år 63 %, och äldre över 65 år 4,0 %.
Runt Golug är det mycket glesbefolkat, med 5 invånare per kvadratkilometer. Det finns inga andra samhällen i närheten. Trakten runt Golug består i huvudsak av gräsmarker.
Genomsnittlig årsnederbörd är 801 millimeter. Den regnigaste månaden är juli, med i genomsnitt 218 mm nederbörd, och den torraste är november, med 4 mm nederbörd.